# Ірніні (гора)
Ірніні (лат. Irnini Mons, 14° пн. ш. 16° сх. д. / 14° пн. ш. 16° сх. д.) — це гора вулканічного походження у північній півкулі Венери у центральній частині області Ейстли. Має діаметр 475 км та висоту 1,75 км. Патера Сапфо з діаметром 225 км розміщена на вершині гори. Гора має в околицях грабени, що розходяться від центральної магматичної комори. Також концентричні грабени та гряди оточують депресію на вершині. В області вулкану перетинаються кілька рифтових зон, включно з рифтовою лінією Бадб (лат. Badb Linea) у напрямі "північ—південь", лінією Гуор (лат. Guor Linea), що простягається на північний захід, та лінією Віртус (лат. Virtus Linea) на південний схід.
Поєднання вулканічно-тектонічних стуктур навколо гори Ірніні узгоджується з історією, що включає дефомації різної інтенсивності та напрямку. Хоча гора вважаться щитовим вулканом, вона також містить чимало елементів венеріанського вінця, що породжує дискусії стососвно походження гори. Якщо гора Ірніні є вінцем, це б підтримало гіпотезу про тонку літосферу на Венері. Однак, якщо це щитовий вулкан, це свідчило б на користь товщої літосфери, і історії Ірніні могла би бути підсумована як перехід від переважання сил стиснення до сил розтягу в регіоні, що проявляється в радіальних грабенах та концентричних грядах.
Назва походить від імені ассирійсько-вавилонської богині.

## Геологія гори Ірніні
Геологія гори Ірніні та прилеглої території була інтерпретована на базі даних отриманих радаром із синтезованою апертурою з космічного апарата Магеллан. Стратиграфія була проаналізована використовуючи відносну яскравість та текстуру з радарних зображень. Низька швидкість ерозії на Венері забезпечує хороше збереження багатьох вулканічно-тектонічних структур. Високий тиск запобігає вітровій ерозії, сухість — водній ерозії, а також відсутність летких сполук в магмі мають як наслідок добре збережені структури.

### Вулканічно-тектонічні структури

Діаграма ілюструє перехід напруження (від 1 до 2) з регіонального стиснення до радіального стиснення навколо гори Ірніні, що призвело до радільних грабенів.

Гора Ірніні сформована потоками базальтової лави, та молодшими пірокластичними відкладами ближче до вершини. Молодші потоки виходять на поверхню та переплітаються зі старшими, цей висновок випливає зі спостережень за деформацією гряд різного віку. Гора Ірніні містить різні розломи, гряди та грабени. Багато грабенів розходяться від центральної магматичної комори формуючи симетричну мережу.
Концентричні гряди та грабени помітні навколо патери Сапфо. Ці структури сформувалися після того як гора Ірніні перестала зазнавати тиску від висхідних потоків магми. Ці ж структури мають певні риси характерні вінцям Венери. Ці вінцеподібні структури породили дискусію щодо формування гори Ірніні. Одна гіпотеза припускає перехід від структури щитового вулкану до вінця як результат витончення  літосфери за відсутності висхідних потоків магми. Інша гіпотеза припускає, що спочатку гора була вінцем, що зазнав підняття завдяки силам стиснення кори в регіоні.

### Регіональна геологія
Базальтові потоки, що утворили гору Ірніні, покривають кілька місцевих рівнин та тессер області Ейстли. Найстарішими породами тут є деформовані тессери з грядами та грабенами. Область тессер сформувалася до того як гряди були сформовані. Рівнини, зазвичай, менш деформовані, хоча і мають гряди по напрямку "схід—захід", що утворилися за рахунок стиснення у напрямку "північ—південь". Молодші рівнинні відклади менш деформовані ніж старші. Усі ударні кратери утворилися до формування гряд "схід—захід".
Найбільшими регіональними структурами є рифт лінії Гуор, що простягається на північний захід, та рифт лінії Віртус у південносхідному напрямку. Обидві рифтові зони прорізають рівнини, однак не проходять через гору Ірніні, що вказує на те, що гора сформувалася пізніше від рифтів. Лінія Бадб — третя рифтова зона, вона складається з щільно розміщених лінійних грабенів у напрямку "північ—південь". Структури лінії Бадб прорізають потоки Ірніні, що вказує на пізніше формування лінії Бадб від гори Ірніні.
Значне число тектонічних структур, як от гряди, грабени, тессери, поруч з горою Ірніні надає вказівки щодо напрямків напружень в корі, а також черговості фомування об'єктів. Домінуюча зміна напрямку гряд з "схід—захід" на радіальні гряди навколо гори Ірніні вказує на перехід від стиснення в напрямі "північ—південь" до радіального стиснення біля вершини.

## Гіпотези походження

### Щитовий вулкан
Загальноприйнятою є думка, що гора Ірніні є щитовим вулканом, кратер якого зазнав колапсу. Щитові вулкани на Венері формуються як результат підйому магми під товстим шаром літосфери у одному й тому ж місці протягом тривалого періоду часу. Ефузивні потоки з магматичної комори, що складаються з базальтової лави низької в'язкості, вкрили поверхню довколишньої тессери. Спокійні лавові потоки згодом утворили невисокий похилий вулкан з вершиною над точкою, що знаходилася під тиском магми. Радіальні гряди сформувалися одночасно з потоками лави як результат дії сил стиснення у корі.
Центральна депресія, патера Сапфо, сформувалася завдяки втраті динамічної підтримки від центральної магматичної комори. Втрата підтримки мантії спричинила колапс вершини під дією гравітації і вивльнення напруження в корі, що виникло в результаті стиснення, і було спрямоване до вершини гори. Як результат, сформувалися концентричні гряди та розломи навколо кальдера-подібного заглиблення на вершині гори. Відсутність постійних висхідних потоків лави, що виходили б на поверхню, дозволила зберегти вулканічно-тектонічні структури, що сформувалися протягом історії вулкану.

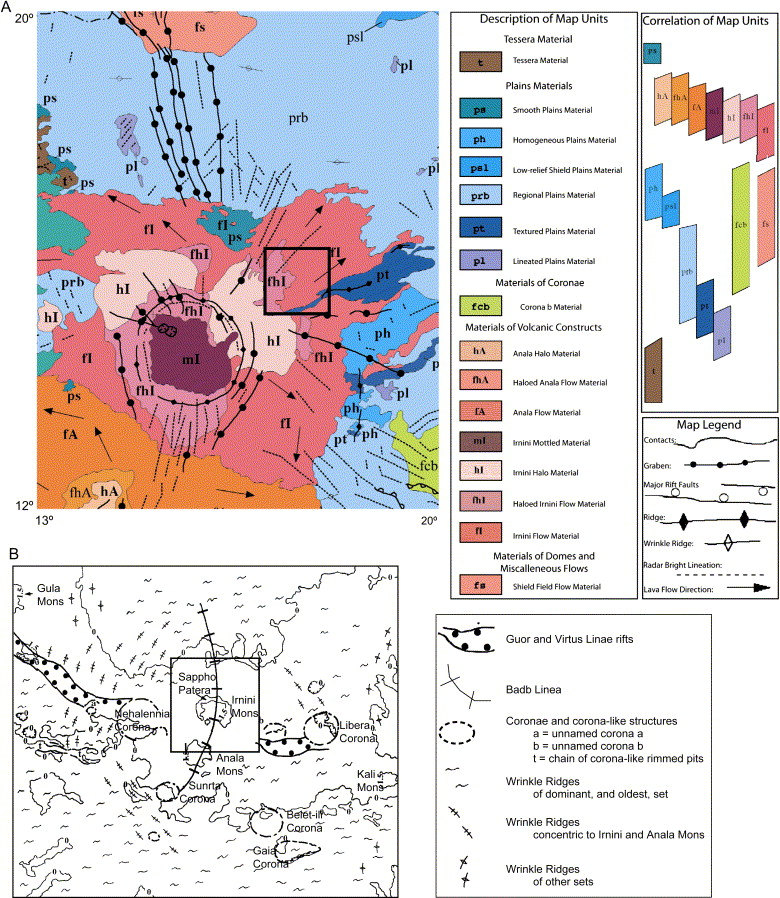
Геологічна мапа квадранглу V-20. Гора Ірніні та патера Сапфо розміщені в центрі квадранглу.

### Піднятий вінець
Альтернативна гіпотеза припускає, що гора Ірніні свормувалася передусім як вінець, який пізніше зазнав тектонічного підняття, за рахунок стиснення по напрямку "північ—південь". Вінець формується за рахунок висхідних потоків магми, що вигинають кору вгору. Це підняття з часом обвалюється, коли динамічна підтримка зникає, призводячи до овальних депресій. Ця гіпотеза вимагає двох припущень:
- Формування гори відбулося одночасно з тектонічним підняттям.
- Застигші потоки лави, що спостерігаються на горі, передують формуванню радіальних структур на вершині.

Якщо гіпотеза про піднятий вінець правильна, це значитиме, що більшість висот області Ейстли сформувалися завдяки тектонічному підняттю також. Крім того, це підтримає гіпотезу про тонку літосферу на Венері.
Вважається, що гіпотеза про Ірніні як щитовий вулкан є значно більш ймовірною.

## Хронологія подій
Приблизна хронологія перебігу геологічних подій у регіоні, що відбувалися протягом періоду в кілька сотень мільйонів років, можна узагальнити наступним чином:
1. Формування гряд у напрямку "схід—захід" на рівнині як наслідок стиснення кори по напрямку "північ—південь".
2. Формування радільних грабенів завдяки тиску магми та радіальних гряд завдяки тиску магми і силам стиснення навколо гори Ірніні.
3. Рифт лінії Бадб та зниження стиснення формують грабени на відстані від гори.
4. Зниження тиску магми і формування концентричного грабену біля вершини.
5. Формування концентричних гряд біля вершини внаслідок гравітаційного релаксації.